# Aleksander Čeferin
Pour les articles homonymes, voir Čeferin.
Aleksander Čeferin, né le 13 octobre 1967 à Ljubljana (Slovénie), est un juriste slovène et dirigeant de football. Il est président de l'Union des associations européennes de football (UEFA) depuis le 14 septembre 2016. Auparavant, entre 2011 et 2016, il est président de la Fédération de Slovénie de football (NZS).

## Carrière juridique
Diplômé en droit de l'université de Ljubljana, il travaille dans le cabinet d'avocats de sa famille dont il est devenu le directeur en 1993 et représente principalement les clubs sportifs et les athlètes. 

## Postes administratifs dans le football
Aleksander Čeferin s'engage de manière formelle dans le football local en 2005 au travers de son travail au conseil d’administration du club de futsal du FC Litija. Membre du Comité exécutif du club amateur du FC Avocats Ljubljana depuis 2005, il est membre du NK Olimpija Ljubljana de 2006 à 2011.

## Fédération slovène de football
En 2011, Aleksander Čeferin est élu président de la Fédération de Slovénie de football (NZS). Il est aussi deuxième puis troisième vice-président de la Commission juridique de l'Union des associations européennes de football (UEFA) entre 2011 et 2016.

## Présidence de l’UEFA
Le 14 septembre 2016, Aleksander Čeferin est élu septième président de l'Union des associations européennes de football (UEFA), devenant automatiquement vice-président de la Fédération internationale de football association (FIFA) de ce fait. Il comptait 42 voix au Congrès de l'UEFA à Athènes, battant le Néerlandais Michael van Praag (13 voix). Il succède ainsi à l'Espagnol Ángel María Villar qui était en intérim depuis le 8 octobre 2015 à la suite du départ du Français Michel Platini.
En avril 2017, Aleksander Čeferin voit une série de propositions concernant la bonne gouvernance adoptées, parmi lesquelles la mise en place d'un nombre limité de mandats pour les présidents de l'UEFA et les membres du Comité exécutif de l'UEFA, ainsi que la nécessité, pour les candidats au poste de membre du Comité exécutif de posséder un mandat actif (président, vice-président, secrétaire général, directeur général) au sein de leur association nationale.
Aleksander Čeferin plaide pour un renforcement du fair-play financier de l'UEFA et de ces mesures mises en place en 2009, notamment en introduisant un plafonnement de la masse salariale des clubs. Cette idée avancée dès 2017, refait surface durant l'été 2021. Le Times révèle que le fair-play financier tel qu'il existe serait en passe d'être remplacé par la mise en place d'un plafond salarial inspiré de ce qui se pratique dans les ligues nord-américaines comme la National Basketball Association (NBA) ou encore la Major League Soccer (MLS).
Le 5 avril 2023, lors du 47ème congrès de l’instance à Lisbonne, Aleksander Čeferin est réélu à la présidence de l'UEFA pour un troisième mandat,. Dans son discours d'acceptation, Aleksander Čeferin, qui était le seul candidat, remercie les délégués pour leur soutien. « C'est un grand honneur, mais c'est surtout une grande responsabilité envers le football », déclare-t-il.

## Vie privée
Aleksander Čeferin est marié et père de trois enfants. Il parle couramment l'anglais et l'italien. Ceinture noire en karaté, il a traversé cinq fois le Sahara : quatre fois en voiture et une fois à moto. Il est également le parrain d'une des filles d'Andrea Agnelli, ancien président de la Juventus Football Club, avec qui il entretenait une amitié forte, avant le projet avorté de Super Ligue européenne de football.